# ムッタキー
ムッタキー（908年 - 968年）は、アッバース朝の第21代カリフ（在位：940年 - 944年）である。

## 生涯
第18代カリフであるムクタディルと女奴隷のズフラとの間に生まれた。幼児から不運で事故が次々と起こり周囲の人間が死ぬことが多かった。成長すると真面目一方で酒を飲まず女に溺れず34歳で第21代カリフとして即位したが政治の実権を重臣に握られ有名無実の君主に過ぎなかった。
942年にバグダートはひどい飢饉に襲われ食糧の価格は暴騰し市民は苦しんだ。その時、南部の豪族が反乱を起こしムッタキーと大アミールであるイブン・ライークの討伐軍を撃退しバグダートに侵入し宮殿を荒らした。ムッタキーとイブン・ライークは、北方に逃げタクリートの町でイブン・ライークは豪族ハムダーン家のハサンとアリー兄弟に暗殺された。そのためムッタキーは、ハサンを大アミールに任命し兄弟に守られバグダートに帰還した。
943年にはトルコ系武人のトゥーズーンが南方からバグダートに迫ってハムダーン家を追い払い大アミールの称号をもらった。しかし、まもなくムッタキーはトゥーズーンと不仲となりハムダーン家を頼って北方に逃げたが944年に捕えられ目を潰された。バグダートに連行され退位させられ次のカリフに忠誠を誓わされた。
その後、小さな島の牢獄で25年間もつらい生活をおくった。